# The Children Act - Il verdetto
The Children Act - Il verdetto (The Children Act) è un film del 2017, diretto da Richard Eyre e basato sul romanzo del 2014 La ballata di Adam Henry, scritto da Ian McEwan.

## Trama
Fiona Maye è una giudice molto stimata, con grossi problemi coniugali. 
Durante questo periodo di stress emotivo, si trova a dover affrontare il caso del giovane Adam Henry; quest'ultimo, essendo cresciuto in una famiglia di Testimoni di Geova, non vuole accettare una trasfusione che potrebbe salvargli la vita. Contrariamente al suo modo di agire, Fiona si lascia coinvolgere personalmente dalla vicenda e decide, in base alla legge sul Children Act, di far effettuare comunque la trasfusione al ragazzo. Una volta salvatosi, il giovane perde la propria fede e sviluppa un'attrazione morbosa per Fiona, che considera sua salvatrice e distruttrice al contempo.

## Accoglienza
Il film ha ricevuto recensioni positive da parte della critica cinematografica. Detiene un indice di approvazione del 74% sul sito aggregatore di recensioni Rotten Tomatoes, basato su 112 recensioni, con una media ponderata di 6,7/10. Su Metacritic, il film detiene una valutazione di 62 su 100, basata su 28 critici, indicando "recensioni generalmente favorevoli".

## Produzione
Il 29 agosto 2016 è stato riportato che Emma Thompson era in trattative per recitare in un adattamento del romanzo di Ian McEwan, La ballata di Adam Henry, diretto da Richard Eyre e prodotto da Duncan Kenworthy. Il 3 ottobre 2016 si sono aggiunti al cast Stanley Tucci e Fionn Whitehead. Le riprese dovevano iniziare a Londra nell’ottobre 2016 e, l’8 dicembre 2016, è stato riferito che le riprese erano concluse. Sir Alan Hylton Ward, uno dei giudici nel caso dei gemelli siamesi che aveva ispirato in parte il romanzo, ha lavorato come consulente durante la produzione.